# Elizabeth Oakes Smith
Elizabeth Oakes Smith (ur. 1806, zm. 1893) – amerykańska prozaiczka, poetka, edytorka, prelegentka i aktywistka na rzecz praw kobiet. 

## Życiorys
Urodziła się 12 sierpnia 1806, pod North Yarmouth w stanie Maine. Jej rodzicami byli David i Sophia Blanchard Prince. Kiedy miała 16 lat poślubiła Sebę Smitha, trzydziestoletniego wydawcę i autora popularnych powieści o Majorze Jacku Downingu. Małżonkowie zamieszkali w Portland. Między 1824 a 1834 Elizabeth urodziła sześciu synów, Benjamina (1824), Rolvina (1825–1832), Appletona (1828–1887), Sidneya (1830–1869), Alvina (1832–1902) i Edwarda (1834–1865). Tylko czterech z nich dożyło dorosłości. Pisała zarówno wiersze, jak i opowiadania. Wydała między innymi tomik liryków The Sinless Child, and Other Poems 91843). Opublikowała też The Newsboy (1854).